# 40 Волопаса
40 Волопаса (лат. 40 Boötis, HD 132772) — одиночная звезда в созвездии Волопаса на расстоянии приблизительно 166 световых лет (около 51 парсека) от Солнца. Видимая звёздная величина звезды — +5,634m. Возраст звезды определён как около 1,5 млрд лет.

## Характеристики
40 Волопаса — жёлто-белая звезда спектрального класса F1III-IV, или F0V, или F0-2IV-III, или F2. Масса — около 1,698 солнечной, радиус — около 2,371 солнечных, светимость — около 11,145 солнечных. Эффективная температура — около 7034 K.

## Планетная система
В 2019 году учёными, анализирующими данные проектов HIPPARCOS и Gaia, у звезды обнаружена планета.